# Hynden Walch
 (juin 2017).
Si vous disposez d'ouvrages ou d'articles de référence ou si vous connaissez des sites web de qualité traitant du thème abordé ici, merci de compléter l'article en donnant les références utiles à sa vérifiabilité et en les liant à la section « Notes et références ».

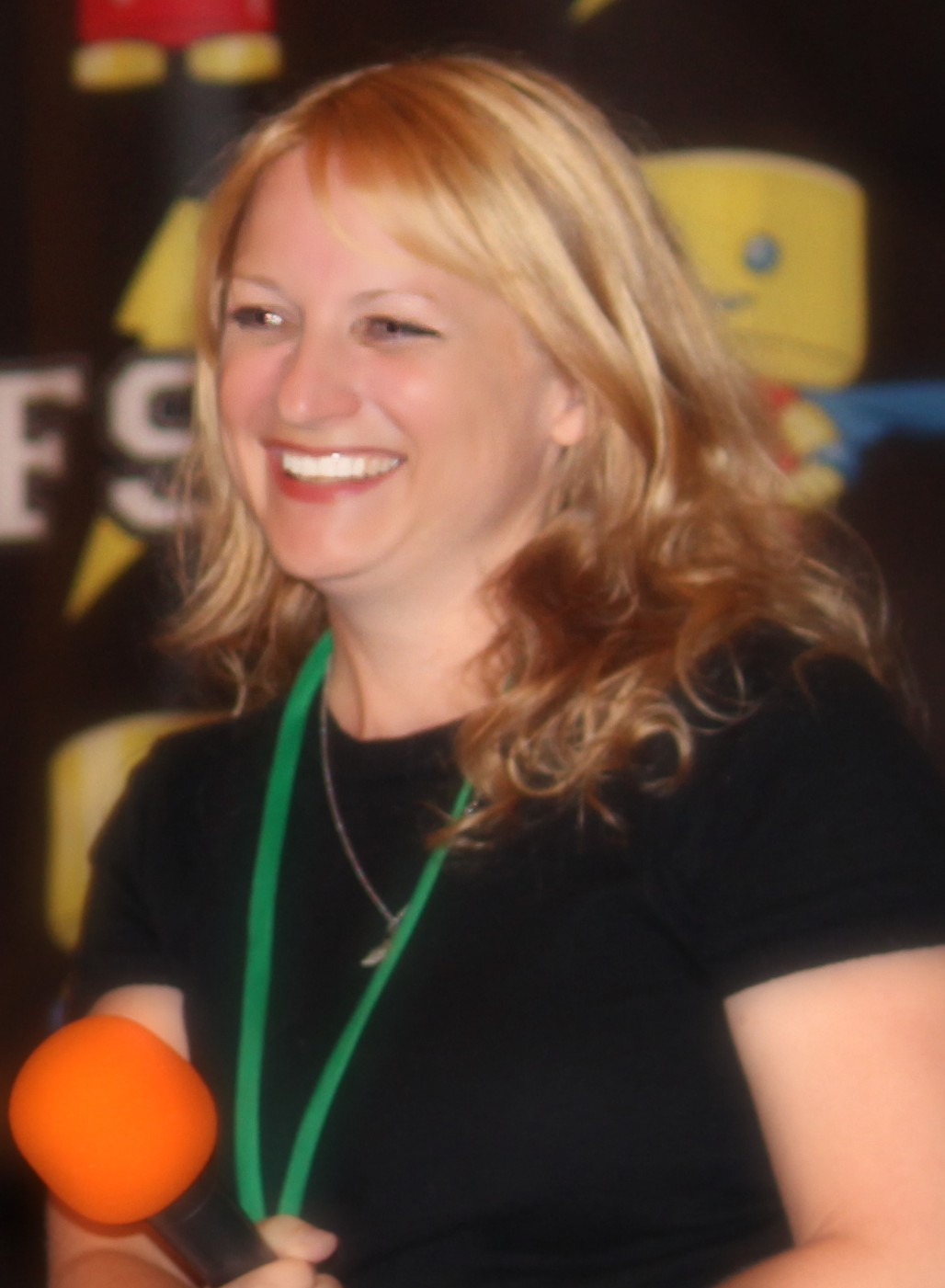

Heidi Hynden Walch, née le 1er février 1971, est une actrice américaine surtout connue pour être la voix de la Princesse Chewing-Gum dans Adventure Time et de Starfire dans Teen Titans et Teen Titans Go!.

## Filmographie

### Cinéma
- 1993 : Un jour sans fin (Groundhog Day) de Harold Ramis : Debbie
- 1995 : Angela (en) de Rebecca Miller : Darlene
- 1996 : Jerry Maguire de Cameron Crowe
- 1996 : Sudden Manhattan (en) d'Adrienne Shelly : Georgie
- 2002 : King Rikki de James Gavin Bedford : une collègue de travail

### Télévision
- 1993-1994 : Le Retour des Incorruptibles (The Untouchables) : Mae Capone
- 1994 : New York, police judiciaire (Law & Order) : Angel Monroe (saison 5, épisode 3 : Le Bamboo bleu)
- 1997 : The Practice : Donnell et Associés : Sarah Fisher
- 1997 : Le Drew Carey Show : Amy
- 2000 : Charmed : Marcie Steadwell
- 2000 : New York Police Blues : Lucy Sperling

## Théâtre
- 1992 : Jake's Women (en)

## Doublage

### Long métrage d'animation
- 1998 : La Légende de Brisby (The Secret of NIMH 2: Timmy to the Rescue) de Dick Sebast : Jenny McBride
- 2000 : Tom Sawyer de Paul Sabella : Becky Thatcher
- 2002 : La Famille Delajungle, le film (The Wild Thornberrys Movie) de Cathy Malkasian : une écolière
- 2006 : Stanley's Dinosaur Round-Up de Jeff Buckland : Elsie
- 2007 : Teen Titans: Trouble in Tokyo de Michael Chang : Starfire, Mecha-Boi
- 2008 : Batman : Contes de Gotham (Batman: Gotham Knight) : Cassandra jeune, Bruce Wayne jeune
- 2010 : Raiponce (Tangled) : voix secondaires
- 2012 : Back to the Sea de Thom Lu : Tiny Fish
- 2012 : Scooby-Doo : Tous en piste (Big Top Scooby-Doo!) : Lena / Joan
- 2013 : La Ligue des justiciers : Le Paradoxe Flashpoint (Justice League: The Flashpoint Paradox) de Jay Oliva : Yo-Yo
- 2014 : La Ligue des justiciers : Guerre (Justice League: War) de Jay Oliva : Hannah Grace
- 2014 : Batman : Assaut sur Arkham (Batman: Assault on Arkham) de Jay Oliva : Harleen Quinzel / Harley Quinn
- 2014 : Le Conte de la princesse Kaguya d'Isao Takahata : Menowarawa
- 2016 : Lego DC Comics Super Heroes - La Ligue des justiciers : S'évader de Gotham City (Lego DC Comics Super Heroes: Justice League – Gotham City Breakout) de Matt Peters : Starfire
- 2016 : DC Super Hero Girls : Héroïne de l'année (DC Super Hero Girls: Hero of the Year) de Cecilia Aranovich : Starfire
- 2017 : DC Super Hero Girls : Jeux Intergalactiques (DC Super Hero Girls: Intergalactic Games) de Cecilia Aranovich : Starfire, Blackfire
- 2017 : Lego Scooby-Doo : Mystère sur la plage (Lego Scooby-Doo! Blowout Beach Bash) d'Ethan Spaulding : Mitzi Capaletto
- 2018 : Teen Titans Go! Le film (Teen Titans Go! to the Movies) d'Aaron Horvath : Starfire

### Série télévisée d'animation
- 1999 : Les Razmoket (Rugrats) : Freddie
- 2001-2003 : Stanley : Elsie
- 2002 : Static Choc : Maureen Connor / Permafrost
- 2002-2008 : Rudy à la craie : Penny Sanchez
- 2003-2005 : La Ligue des justiciers : Ace
- 2003-2006 : Teen Titans : Starfire, Blackfire, Madame Rouge, Argent
- 2005 : Justice League Unlimited : Ace
- 2007 : The Batman : Harleen Quinzel / Harley Quinn
- 2010-2018 : Adventure Time : Princesse Chewing-Gum
- 2015-en cours : DC Super Hero Girls : Starfire, Blackfire

### Jeux vidéos
- 1999: Crash Team Racing : Coco Bandicoot
- 2012: Kid Icarus: Uprising : Viridi